# Hrabstwo Lampasas

Piramida wieku hrabstwa

Hrabstwo Lampasas – hrabstwo położone w USA w stanie Teksas. Utworzone w 1856 r. Siedzibą hrabstwa jest miasto Lampasas. Zachodnią granicę hrabstwa wyznacza rzeka Colorado, ponadto hrabstwo przecinane jest z północy na południe przez rzekę Lampasas.

## Gospodarka
- hodowla owiec (12. miejsce w stanie), kóz, koni, drobiu i bydła[2]
- uprawa pszenicy, orzechów pekan, owsa i winogrona[2]
- łowiectwo[1]

## Miasta
- Copperas Cove
- Kempner
- Lampasas
- Lometa

## Sąsiednie hrabstwa
- Hrabstwo Hamilton (północ)
- Hrabstwo Coryell (północny wschód)
- Hrabstwo Bell (południowy wschód)
- Hrabstwo Burnet (południe)
- Hrabstwo San Saba (zachód)
- Hrabstwo Mills (północny zachód)

## Demografia
- biali nielatynoscy – 70,7% (pochodzenia niemieckiego – 19,4%, irlandzkiego – 10,9%, angielskiego – 10,5%, szkockiego lub szkocko-irlandzkiego – 4,9%, francuskiego – 3,7% i włoskiego – 3%[3])
- Latynosi – 20,5%
- czarni lub Afroamerykanie – 4,7%
- rasy mieszanej – 3,1%
- Azjaci – 1,5%
- rdzenni Amerykanie – 1,2%
- mieszkańcy wysp Pacyfiku – 0,5%.